# Wilhelm Freund (filolog)
Wilhelm Freund, född den 27 januari 1806 i Kempen i Posen, död den 4 juni 1894 i Breslau, var en tysk lexikograf. 
Efter fullbordade studier innehade Freund lärarbefattningar vid flera tyska gymnasier, till dess han 1855 blev rektor vid en efter hans plan inrättad och anordnad judisk skola i Gleiwitz i Schlesien. År 1870 tog han avsked från denna befattning och levde sedan som privatman i Breslau. Han utmärkte sig främst som latinsk lexikograf, och hans främsta arbeten är Gesammtwörterbuch der lateinischen Sprache (1844–1845) och Lateinisch-deutsches und deutsch-lateinisch-griechisches Schulwörterbuch (1848–1855).